# Sławomir Szatkowski
Sławomir Kazimierz Szatkowski (ur. 29 sierpnia 1944 w Koninie, zm. 7 marca 2009 w Redzie) – polski polityk, rolnik ogrodnik, poseł na Sejm I i II kadencji.

## Życiorys
Ukończył w 1964 Państwowe Technikum Ogrodnicze w Pruszczu Gdańskim. Prowadził gospodarstwo rolno-ogrodnicze. Zasiadał w radach narodowych: gromadzkiej, miejsko-gminnej i wojewódzkiej z ramienia Zjednoczonego Stronnictwa Ludowego.
W latach 1991–1997 sprawował mandat posła na Sejm I i II kadencji z ramienia Polskiego Stronnictwa Ludowego, wybranego w okręgach gdańskich: nr 22 i nr 11. Nie uzyskiwał mandatu w wyborach w 1997 i 2001. Od lat 90. do 2006 pełnił funkcję przewodniczącego regionalnych struktur PSL. 
Odznaczony Krzyżem Kawalerskim Orderu Odrodzenia Polski (1999). Syn Emiliana i Ireny, ojciec Radosława i Bogny. Został pochowany na cmentarzu w Redzie.